# Ludwig Nawrotzky
Ludwig Nawrotzky (* 26. Juni 1912 in Breslau; † 15. Juli 1983 in Dohna) war ein deutscher Zeichner und Illustrator.

## Leben und Werk
Zur Vita Nawrotzkys bis 1947 wurden keine Informationen gefunden. Er arbeitete in der Sowjetischen Besatzungszone und der DDR als freischaffender Künstler. Bekannt wurden vor allem seine Zeichnungen, die er als Illustrator von Kinder- und Jugendbüchern und -Zeitschriften fertigte. Für die Zeitschriften Frösi und Atze zeichnete er Comicgeschichten wie z. B. „Fritzchen Möchteviel“ und „Die Pioniergruppe Pfiffikus“ (für Atze) und „Postillion“ und „Schneemann Tick-Tick-Tick“ (für Frösi).
Die vorliegenden freien Zeichnungen von 1952 sind in Motiv und Stilistik typische Beispiele des sowjetisch geprägten Sozialistischen Realismus dieser Jahre.

## Werkbeispiele

### Zeichnungen
- Junger Pionier (1952, Sepia)[2]
- Künstler im Betrieb (1952, Kohle)[3]
- Schularbeiten (1952, Sepia)[4]

### Buchillustrationen
- Friedrich Wolf: Bummi. Tiergeschichten für große und kleine Kinder. Aufbau Verlag Berlin, 1951
- Edgar Allan Poe: Der Goldkäfer und andere Geschichten. Aufbau Verlag Berlin, 1951
- Herbert Butze: Mit Barometer und Pilotballon. Leichtverständliche Wetterkunde für groß und klein. Der Kinderbuchverlag, 1953
- Ursula Kroszewsky (Red.): Ringel, Ringel, Rosen. Alte und neue Kinderreime. Der Kinderbuchverlag Berlin, 1954 (mit weiteren Illustratorinnen und Illustratoren)
- Ernst Finster, Maria Wissmann, Herbert Mühlstädt: Die Geschichte vom Heiner und der Bohnensuppe. Drei Erzählungen aus der Zeit der Befreiungskriege. Der Kinderbuchverlag Berlin, 1955 (Robinsons billige Bücher, Nr. 40)
- Christiane Vogel: Merten Beilschmidts Flucht. Der Kinderbuchverlag, Berlin, 1956 (Robinsons billige Bücher, Nr. 90)

## Ausstellungen (mutmaßlich unvollständig)
- 1947: Pirna, Haus der Jugend („1. Kunstausstellung des Kreises Pirna“)
- 1948: Freiberg, Stadt- und Bergbaumuseum („3. Ausstellung Erzgebirgischer Künstler 1948“)[5]